# Echimyinae
Az Echimyinae az emlősök (Mammalia) osztályának a rágcsálók (Rodentia) rendjébe, ezen belül a tüskéspatkányfélék (Echimyidae) családjába tartozó alcsalád.

## Rendszerezés
Az alcsaládba az alábbi 8 nem és 31 faj tartozik:
- Callistomys Emmons & Vucetich, 1998 - 1 faj
  - Callistomys pictus Pictet, 1841 - korábban Echimys pictus
- Diplomys Thomas, 1916 - 3 faj
- Echimys G. Cuvier, 1809 - 3 faj, erdei tüskéspatkányok
- Isothrix Wagner, 1845 - 5 faj
- Makalata Husson, 1978 - 4 faj
- Pattonomys Emmons, 2005 - 2 faj
- Phyllomys Lund, 1839 - 12 faj
- Toromys Iack-Ximenes, De Vivo & Percequillo 2005 - 1 faj
  - Toromys grandis (Wagner, 1845) - szinonimák: Makalata grandis, Echimys grandis